# Jackie Henderson
John Gillespie »Jackie« Henderson, škotski nogometaš, * 17. januar 1932, Glasgow, Škotska, † 26. januar 2005, Poole, Dorset, Anglija.